# فاکتور ۲۱ رشد فیبروبلاست
فاکتور ۲۱ رشد فیبروبلاست (انگلیسی: Fibroblast growth factor 21) یا به اختصار «FGF-21» یک پروتئین است که در انسان توسط ژن «FGF21» بر روی بازوی بلند کروموزوم ۱۹ کُدگذاری می‌شود و عضوی از خانوادهٔ فاکتورهای رشد فیبروبلاست است. این پروتئین در اصل آگونیست درون‌زاد «گیرندهٔ FGF21» است که از ترکیب گیرنده ۱ فاکتور رشد فیبروبلاست و بتا-کلوتو ایجاد می‌شود.
FGF-21 یک «هپاتوکین» است - یعنی هورمونی که از کبد ترشح می‌شود - و مصرف قندهای ساده و تمایل به غذاهای شیرین را از طریق سیگنال‌دهی با «گیرنده‌های FGF21» در هسته پاراونتریکولار هیپوتالاموس تنظیم می‌کند و در کاهش انتقال عصبی دوپامین در هسته آکومبنس دخالت دارد.
یکچندریختی تک‌نوکلئوتید ژن «FGF21» - گونه rs838133 (فراوانی ۴۴٫۷٪) - به عنوان یک مکانیسم ژنتیکی مسئول فنوتیپ رفتاری «شیرینی‌دوستی» (علاقه به خوراکی‌های شیرین) است، یک ویژگی مرتبط با هوس زیاد برای خوردن شیرینی‌جات و مصرف زیاد قند که هم در انسان. هم در موش‌ها شناسایی شده است.
بتا-کلوتو یک کوفاکتور مهم برای فعالیت فاکتور ۲۱ رشد فیبروبلاست است.
سطح خونی FGF-21 به میزان قابل توجهی در دیابت نوع ۲ بالاست. سطوح بالای فاکتور ۲۱ رشد فیبروبلاست همچنین با محتوای چربی کبد در بیماری کبد چرب غیر الکلی و همچنین با شاخص توده بدنی در انسان مطابقت دارد که نشان می‌دهد چاقی یک حالت مقاوم به FGF21 است.

## برای مطالعهٔ بیشتر
- Chen WW, Li L, Yang GY, Li K, Qi XY, Zhu W, Tang Y, Liu H, Boden G (January 2008). "Circulating FGF-21 levels in normal subjects and in newly diagnose patients with Type 2 diabetes mellitus". Experimental and Clinical Endocrinology & Diabetes. 116 (1): 65–8. doi:10.1055/s-2007-985148. PMID 17926232. S2CID 260134526.
- Kharitonenkov A, Wroblewski VJ, Koester A, Chen YF, Clutinger CK, Tigno XT, Hansen BC, Shanafelt AB, Etgen GJ (February 2007). "The metabolic state of diabetic monkeys is regulated by fibroblast growth factor-21". Endocrinology. 148 (2): 774–81. doi:10.1210/en.2006-1168. PMID 17068132.
- Zhang Z, Henzel WJ (October 2004). "Signal peptide prediction based on analysis of experimentally verified cleavage sites". Protein Science. 13 (10): 2819–24. doi:10.1110/ps.04682504. PMC 2286551. PMID 15340161.
- Popovici C, Conchonaud F, Birnbaum D, Roubin R (September 2004). "Functional phylogeny relates LET-756 to fibroblast growth factor 9". The Journal of Biological Chemistry. 279 (38): 40146–52. doi:10.1074/jbc.M405795200. PMID 15199049.
- Youm YH, Horvath TL, Mangelsdorf DJ, Kliewer SA, Dixit VD (January 2016). "Prolongevity hormone FGF21 protects against immune senescence by delaying age-related thymic involution". Proceedings of the National Academy of Sciences of the United States of America. 113 (4): 1026–31. Bibcode:2016PNAS..113.1026Y. doi:10.1073/pnas.1514511113. PMC 4743827. PMID 26755598.